# Atal I. Soter
Atal I. (starogrško starogrško Ἄτταλος Α΄, Attalos Α΄) z vzdevkom Soter (grško starogrško Σωτήρ, Sotér, "Rešitelj") je bil od leta 241 pr. n. št. do 197 pr. n. št. dinast in zatem kralj jonskega grškega polisa Pergamon (današnja Bergama, Turčija), * 269 pr. n. št., † 197 pr. n. št.
Bil je sin Atala in Antiohis in bratranec in posinovljenec nekoč odstavljenega Eumena I. Bil je tudi Eumenov naslednik in prvi iz dinastije Atalidov, ki je leta 238 pr. n. št. privzel naslov kralja.
Atal je dosegel pomembno zmago nad Galati, keltskimi prišleki iz Trakije, ki so nekaj desetletij ropali in pobirali davke po skoraj celi Mali Aziji. Zmago je v Pergamonu proslavil s postavitvijo triumfalnega kipa, znanega kot Umirajoči Galačan. Zaradi osvoboditve pred galaškim terorjem je dobil vzdevek Soter (Osvoboditelj) in naslov kralj. Bil je pogumen in sposoben general in zvest zaveznik Rimske republike. Igral je pomembno vlogo v drugi makedonski vojni proti Filipu V. Makedonskemu. Vodil je tudi pomembne pomorske operacije, nadlegoval makedonske interese po celotnem Egejskem morju, zmagoval in plenil. V prvi makedonski vojni je pergamsko oblast razširil na otok Egina, v drugi pa na otok Andros. Dvakrat je za las ušel Filipovemu ujetništvu.
Bil je močan zaščitnik grških mest v Mali Aziji in se imel za grškega zmagovalca nad barbari. Med njegovim vladanjem je Pergamon postal pomembna sila na grškem vzhodu. Umrl je leta 197 pr. n. št. malo pred koncem druge makedonske vojne. Nekaj mesecev pred tem je med nagovorom Beoškemu vojnemu svetu doživel možgansko kap. Nasledil ga je sin Eumen II.

## Otroštvo
O Atalovi mladosti je malo znanega. Rojen in vzgojen je bil kot Grk, sin Atala in Antiohis. Atal starejši je bil nečak Fileterja, ustanovitelja Atalidske dinastije, in Eumena, očeta Fileterjevega naslednika Eumena I. Atal starejši in njegovi strici so omenjeni kot dobrotniki Delfov, sam pa je zaslovel kot voznik bojnih voz in zmagovalec iger v Olimpiji in bil kot tak počaščen s spomenikom v Pergamonu.
Atal mlajši je bil ob očetovi smrti malo pred letom 241 pr. n. št. še otrok, zato ga je po svoji dolžnosti posvojil Eumen I. Atalova mati Antiohis je bila vnukinja Selevka I. Nikatorja in zato v sorodu s Selevkidsko dinastijo. Njeno poroko z Atalovim očetom je zelo verjetno organiziral Fileter, da bi utrdil svojo oblast. Fileterja je nasledil sin Eumen, ker je bil Atal takrat še premlad.

## Poraz Galatov
Pavzanij, grški pisec iz 2. stoletja n. št. piše, de je bil Atalov največji dosežek poraz Galatov (grško Γαλάται). Za Pavzanija so bili Galati keltski priseljenci iz Trakije, ki so se malo pred tem naselili v Galatiji v osrednji Mali Aziji. Rimljani in Grki so jih imenovali Galci in jih povezovali s Kelti v sedanji Franciji, Švici in severni Italiji. Galati so že od Fileterjeve vladavine povzročali težave ne samo Pergamonu, ampak celi Mali Aziji, ker so pobirali davke, da bi se plačniki izognili vojni in drugim neugodnostim. Davek jim je verjetno plačeval tudi Eumen I. Atal I. davka ni nameraval plačevati in bil prvi vladar, ki je to storil. Galati so ga zato napadli, vendar jih je Atal pri reki Caïcus prestregel in odločilno premagal. Po zmagi je k svojemu imenu dodal vzdevek Soter – Rešitelj in se preimenoval v kralja.

## Osvojitve v selevkidski Mali Aziji
Več let po prvi zmagi nad Galati so Pergamon ponovno napadli Galati in njihov zaveznik Antioh Hieraks, mlajši brat Selevka II. Kalinika in vladar selevkidske Male Azije s prestolnico v Sardah. Atal je v bitki pri Afrodiziju okoli leta 238 pr. n. št. oboje premagal in dosegel svojo drugo zmago na vzhodu. Antioha je kasneje še nekajkrat premagal: v Helespontini (Frigija), kjer je Antioh verjetno iskal zatočišče pri svojem tastu, kralju Zielu Bitinijskemu, spomladi 228 pr. n. št. pri Sardah in zatem v Kariji na obali Harpasa, pritoka Meandra.
Po teh zmagah je Atal dobil oblast nad vso selevkidsko Malo Azijo severno od Taurusa. Vse pridobitve je uspel obraniti pred več napadi Selevka III. Kerauna, starejšega sina in naslednika Selevka II. Selevka III. so zaradi neuspehov pri prečenju Taurusa leta 223 pr. n. št. ubili njegovi vojaki. Po njegovem umoru je poveljstvo prevzel njegov spremljevalec Ahej. Aheju so ponudili kraljevski položaj, vendar ga je odklonil v korist Anioha III. Velikega, mlajšega brata Selevka III. Slednji je Aheja imenoval za guvernerja selevkidske Male Azije severno od Taurusa. Ahej je v naslednjih dveh letih osvojil večino izgubljenih selevkidskih ozemelj, "zaprl Atala za obzidje Pergamona" in se razglasil za kralja.
Po obdobju miru je Atal med Ahejevim pohodom v Selge južno od Taurusa s pomočjo Galatov osvojil vsa svoja nekdanja ozemlja. Ahej se je po zmagi v Pamfiliji leta 217 pr. n. št. vrnil in nadaljeval vojno z Atalom.
Atal je sklenil zavezništvo z Antiohom Hieraksom, ki je leta 216 pr. n. št. prečil Taurus in oblegal Sarde. Mesto se je v drugem letu oblaganja leta 214 pr. n. št. vdalo. Citadela je ostala v Ahejevih rokah. Eheja so z zvijačo ujeli in ga usmrtili in citadala se je vdala. Do leta 213 pr. n. št. je Antioh ponovno pridobil oblast nad vsemi svojimi azijskimi provincami.

## Prva makedonska vojna
Atal je zatem svojo pozornost usmeril proti zahodu, morda zaradi strahu pred ambicioznim Filipom V. Makedonskim. Leta 219 pr. n. št. je sklenil zavezništvo s Filipovimi sovražniki v Etolski zvezi držav v centralni Grčiji.
Filipova zveza s Kartažanom Hanibalom leta 215 pr. n . št. je zaskrbela tudi Rimsko republiko, vpleteno v drugo punsko vojno. Leta 211 pr. n. št. sta Rim in Etolska zveza sklenila sporazum, ki je dovoljeval vključevanje novih članov v Eolsko zvezo. Med njimi je bil tudi Atal, ki je bil izvoljen za enega od dveh strategoi (general) Eolske zveze. Njegove čete so leta 210 pr. n. št. verjetno sodelovale pri osvajanju otoka Egina, ki je postal baza za njegove vojaške operacije v Grčiji.
Leta 209 pr. n. št. je njegova vojska vdrla v južno Grčijo in izgubila dve bitki. On sam je v Grčijo odšel julija in se pridružil rimskemu prokonzulu Publiju Sulpiciju Galbi. Naslednje poletje je združena flota pergamskih in rimskih ladij poskušala osvojiti Lemnos in opustošila otok Skopelos, ki je bil v Filipovi domeni. Atal in Sulpicij sta zatem prisostvovala na srečanju v Herakleji Trahiniji na Etolskem svetu, na katerem so Rimljani zahtevali sklenitev miru s Filipom. Predlog ni bil sprejet in vojna se je nadaljevala.
Ko je Atal izvedel, da Bitinski kralj Prusij I. in Filip V. sklepata zavezništvo proti Pergamonu, se je vrnil v Azijo. Kmalu zatem so Grčijo zapustili tudi Rimljani, da bi okrepili svojo vojsko proti Hanibalu. Etolska zveza je bila leta 206 pr. n. št. prisiljena zaprositi za mir pod Filipovimi pogoji. V Feniciji so leta 205 pr. n. št. sklenili mirovni sporazum, s katerim se je uradno končala prva makedonska vojna. Atal je bil kot sopodpisnik vključen na rimski strani. Obdržal je Egino in nič več kot to. Ker je bil v sporazum vključen tudi Prusij I., so se s sporazumom končale tudi njegove in Atalove sovražnosti.

## Sovražnosti leta 201 pr. n. št.
Mir, sklenjen v Feniciji, je Atalu prepovedoval širjenje proti zahodu, zato je svojo pozornost usmeril proti Egejskemu morju in Mali Aziji. Leta 201 pr. n. št. je osvojil otok Samos in tamkajšnjo egipčansko floto in zatem oblegal Hios. Ti dogodki in njegova zveza z Rodosom, Bizancem in Kizikom so sprožili novo vojno. V prelivu med Hiosom in celino se je zgodila velika pomorska bitka, v kateri je bilo, po Polibiju, na makedonski strani udeleženih 53 velikih vojnih ladij in več kot 150 manjših, na Atalovi strani pa 65 velikih in nekaj majhnih vojnih ladij. Atal je bitko izgubil in s tremi ladjami pobegnil na kopno.
Filip je še isto leto napadel Pergamon. Dobro utrjenega mesta mu ni uspelo osvojiti, podrl pa je bližnje templje in oltarje. Atal je medtem z Rodosa poslal delegacijo v Rim, da bi predstavila njegove zahteve proti Filipu.

## Druga makedonska vojna
Leta 200 pr. n. št. se je Atal vključil v drugo makedonsko vojno. Akarni so z makedonsko podporo napadli Atiko, zato so dotlej nevtralne Atene zaprosile za pomoč Filipove sovražnike. Atala, ki je bil s svojo floto v Egini, so odposlanci Aten povabili na posvetovanje v Atene. Ko je nekaj dni kasneje izvedel, da so v Atenah tudi odposlanci Rima, se je odločil, da bo takoj odšel tja.
Rimski konzul Sulpicij Galba je prepričal Rimski senat, da je Filipu napovedal vojno, in zaprosil Atala, da se s svojo floto pridruži rimski in nadleguje makedonske posesti v Egejskem morju. Spomladi 199 pr. n. št. je združena flota napadla otok Andros v Kikladih. Plen je pripadel Rimu, otok pa Atalu. Sledil je neuspešen napad na otok Kitnos in iskanje hrane na poljih Skiatosa pred obalo Magnezije. Na plovbi proti severu je floto zajel vihar. Na kopnem je vojska doživela poraz pri Kasandriji in utrpela velike izgube.  Nadaljevala je pohod ob makedonski obali proti severovzhodu, izropala Akant in se z ladjami, polnimi plena, vrnila na Evbejo. V nadaljevanju operacij so Atal in Rimljani napadli Oreos, vandar ga niso uspeli osvojiti. Pri mestu so pustili manjšo vojaško enoto in napadli Tesalijo. Na povratku so ponovno napadli Oreos in ga osvojili. Rimljani so zopet pobrali plen in ujetnike, Atalu pa so prepustili mesto. Ker je bila sezona pohodov pri kraju, je Atal prisostvoval elevzinskim misterijem in se po dveh letih vrnil v Pergamon.
Leto kasneje se je vrnil v Grčijo s 23 kvinkveremami, pri Androsu priključil dvajset rodoških vojnih ladij in nadaljeval osvajanje Evbeje, ki ga je začel prejšnje leto. Kmalu zatem so se mu pridružili Rimljani. Združena flota je osvojila Eretrijo in zatem Karistos. Zavezniki so zdaj obvladovali celo Evbejo, razen Halkide, in se začeli pripravljati za napad na Korint. Medtem se je zamenjalo vodstvo Ahajske zveze. Rimljani so upali, da bo zveza pod novim vodstvom zapustila Filipa in stopila na rimsko stran. Na zasedanju zveze se je po burni razpravi nekaj delegatov umaknilo, ostali pa so se strinjali, da se pridružijo Rimu in njegovim zaveznikom.
Atal je napadel Korint s severa, Rimljani pa z vzhoda, vendar je mesto vzdržalo do prihoda makedonskih okrepitev. Obleganje mesta se je opustilo. Ahajci so bili odpuščeni, Rimljani so odpluli na Krf, Atal pa proti Pireju.
Na začetjku leta 197 pr. n. št. je konzul Flaminij pregovoril Atala, naj se mu pridruži v Elateji, ki je bila pod rimsko oblastjo. Od tam sta odplula v Tebe na posvet, na katero stran se bo v vojno vključila Beocija. Atal je bil prvi govornik. Med govorom je prenehal govoriti in se s paralizirano polovico telesa sesedel. Vrnil se je v Pergamon, kjer je približno ob koncu druge makedonske vojne umrl.

## Družina
Atal je bil poročen z Apolonijo iz Kizika, s katero je imel štiri sinove:
- Eumena,
- Atala,
- Fileterja in
- Ateneja.[49]

Apolonijo so imeli za zgled materinske ljubezni.
Atala je po smrti nasledil njegov najstarejši sin Eumen II. Apolonija je umrla sredi 2. stoletja pr. n. št. Sinovi so njej v čast v Kiziku zgradili tempelj, bogato okrašen z reliefi s prizori iz njenega življenja.

### Primarni viri
- Livij, History of Rome, Rev. Canon Roberts (prevajalec), Ernest Rhys (ur.); (1905) London: J.M. Dent & Sons, Ltd.
- Pavzanij, Description of Greece, Books I–II, (Loeb Classical Library) translated by W.H.S. Jones; Cambridge, Massachusetts: Harvard University Press; London, William Heinemann Ltd. (1918) ISBN 0-674-99104-4.
- Polibij, Histories, Evelyn S. Shuckburgh (prev.); London, New York. Macmillan (1889); Reprint Bloomington (1962).
- Strabon, Geography, Books 13–14, translated by Horace Leonard Jones; Cambridge, Massachusetts: Harvard University Press; London: William Heinemann, Ltd. (1924) ISBN 0-674-99246-6.

### Sekundarni viri
- Austin, M.M. (2006). »The Attalids of Pergamum«. The Hellenistic World from Alexander to the Roman Conquest. Cambridge University Press. ISBN 0-521-82860-0.
- Bradford, Alfred S.; Pamela M. Bradford (2001). With arrow, sword, and spear: a history of warfare in the ancient world. Greenwood Publishing Group. str. 121. ISBN 978-0-275-95259-4.
- Errington, R.M. (1993). »Rome against Philip and Antiochus«.  V Walbank, F.W.; Astin, A.E. (ur.). The Cambridge Ancient History. Zv. VII. Cambridge University Press. ISBN 0-521-23448-4.
- Erskine, Andrew (2003). Troy between Greece and Rome: Local Tradition and Imperial Power. Oxford University Press, USA. ISBN 978-0-19-926580-0.
- Grainger, John D. (2002). »Approaches«. The Roman War of Antiochus the Great. Brill Publishers. ISBN 90-04-12840-9.
- Green, Peter (1993). »The Road to Sellasia«. Alexander to Actium. University of California Press. ISBN 0-520-08349-0.
- Grolier Incorporated (1996). Academic American Encyclopedia, Volume 15. Grolier Enterprises. str. 314. ISBN 978-0-7172-2060-1.
- Gruen, Erich S. (1986). »Patrocinium and Clientela«. The Hellenistic World and the Coming of Rome. University of California Press. ISBN 978-0-520-05737-1.
- Gruen, Erich S. (1990). »The Advent of the Magna Mater«. Studies in Greek Culture and Roman Policy. Brill Publishers. ISBN 90-04-09051-7.
- Hansen, Esther V. (1971). The Attalids of Pergamon. Cornell University Press. ISBN 0-8014-0615-3.
- Heinen, H. (1984). »The Syrian–Egyptian Wars and the New Kingdoms of Asia Minor«.  V Wallbank; Frank William (ur.). The Cambridge Ancient History. Zv. V. Cambridge University Press. ISBN 0-521-23445-X.
- Hurwit, Jeffrey M. (1999). »The Hellenistic and Roman Acropolis«. The Athenian Acropolis. CUP Archive. ISBN 0-521-41786-4.
- Kosmetatou, Elizabeth (2003). »The Attalids of Pergamon«.  V Erskine; Andrew (ur.). A Companion to the Hellenistic World. Oxford: Blackwell. str. 159–174. ISBN 1-4051-3278-7.
- Mitchell, Stephen (1995). »The Celts in Anatolia«. Anatolia. Oxford University Press. ISBN 0-19-815029-6.
- Paton, W.R. (ur.), Greek Anthology, Volume I: Book 1: Christian Epigrams, Book 2: Description of the Statues in the Gymnasium of Zeuxippus, Book 3: Epigrams in the Temple of Apollonis at Cyzicus, Book 4: Prefaces to the Various Anthologies, Book 5: Erotic Epigrams, translated by W. R. Paton. Revised by Michael A. Tueller, Loeb Classical Library No. 67, Cambridge, Massachusetts, Harvard University Press, 2014. ISBN 978-0-674-99688-5. Online version at Harvard University Press.
- Pollitt, Jerome Jordan, Art in the Hellenistic Age, Cambridge University Press, 1986. ISBN  9780521276726.
- Richardson, Rufus Byam (1911). A history of Greek sculpture. American book company. str. 254. OCLC 517364.
- Warrior, Valerie M. (1996). »Events in Eastern Mediterranean«. The Initiation of the Second Macedonian War. Franz Steiner Verlag. ISBN 3-515-06853-8.
- Wilson, Nigel Guy (2006). Encyclopedia of ancient Greece. Routledge. str. 593. ISBN 978-0-415-97334-2.
- Dreyfus, Renée; Schraudolph, Ellen (1996). »Attalid Silver Coinage of the Attic Weight Standard«. Pergamon: The Telephos Frieze from the Great Altar, Volume 2. University of Texas Press. ISBN 978-0-88401-091-3.

| Atal I. Soter AtalidiRojen: 269 pr. n. št. Umrl: 197 pr. n. št. |                                     |                      |
| Predhodnik: Eumen I.                                            | Kralj Pergamona 241– 197 pr. n. št. | Naslednik: Eumen II. |